# Stenellipsis bipustulata
Stenellipsis bipustulata là một loài bọ cánh cứng trong họ Cerambycidae.